# Phaneroptera spinifera
Phaneroptera spinifera är en insektsart som först beskrevs av Willemse, C. 1953.  Phaneroptera spinifera ingår i släktet Phaneroptera och familjen vårtbitare. Inga underarter finns listade i Catalogue of Life.